# Larbi Benboudaoud
Larbi Benboudaoud (Bordj Zemoura, Argelia, 5 de marzo de 1974) es un deportista francés que compitió en judo.
Participó en los Juegos Olímpicos de Sídney 2000, obteniendo una medalla de plata en la categoría de –66 kg. Ganó tres medallas en el Campeonato Mundial de Judo entre los años 1997 y 2003, y cinco medallas en el Campeonato Europeo de Judo entre los años 1996 y 2001.

## Palmarés internacional
| Juegos Olímpicos   | Juegos Olímpicos         | Juegos Olímpicos  | Juegos Olímpicos |
| Año                | Lugar                    | Medalla           | Categoría        |
| ------------------ | ------------------------ | ----------------- | ---------------- |
| 2000               | Sídney (Australia)       | Medalla de plata  | –66 kg           |
| Campeonato Mundial |                          |                   |                  |
| Año                | Lugar                    | Medalla           | Categoría        |
| 1997               | París (Francia)          | Medalla de plata  | –65 kg           |
| 1999               | Birmingham (Reino Unido) | Medalla de oro    | –66 kg           |
| 2003               | Osaka (Japón)            | Medalla de plata  | –66 kg           |
| Campeonato Europeo |                          |                   |                  |
| Año                | Lugar                    | Medalla           | Categoría        |
| 1996               | La Haya (Países Bajos)   | Medalla de bronce | –65 kg           |
| 1997               | Ostende (Bélgica)        | Medalla de bronce | –65 kg           |
| 1998               | Oviedo (España)          | Medalla de oro    | –66 kg           |
| 1999               | Bratislava (Eslovaquia)  | Medalla de oro    | –66 kg           |
| 2001               | París (Francia)          | Medalla de bronce | –66 kg           |